# Robert Demachy
Robert Leon Demachy (7. července 1859 Saint-Germain-en-Laye, Francie – 29. prosince 1936 Hennequeville, Calvados, Francie) byl francouzský fotograf.

## Život a tvorba
Robert Demachy pocházel z bohaté rodiny francouzského bankéře. Měl hudební a výtvarné nadání, nejvíce se však věnoval fotografování. Roku 1894 vystavoval své fotografie, tehdy ještě v realistickém stylu, na prvním salónu pařížského Photo-Clubu. Pak začal používat techniku uhlotisku, později gumotisku a olejotisku, a rovněž upravoval negativy ručními zásahy. Stal se předním a respektovaným představitelem impresionistického piktorialismu.
V letech 1900–1901 do Evropy přicestovala Mary Devensová a setkala se mimo jiné také s Edwardem Steichenem a Robertem Demachym. Demachy byl tak ohromen ze vzájemné spolupráce, že zařadil několik jejích fotografií na významnou výstavu fotografek v Paříži, kterou pořádala Frances Benjamin Johnstonová.
V roce 1914 náhle přestal fotografovat a dokonce odmítl pořídit snímky svých vnoučat. Do konce svého života pak žil v ústraní na svém venkovském sídle v Hennequeville, kde se věnoval kreslení a mědirytině. Část svých fotografií zničil a část věnoval pařížskému Photo-Clubu a londýnské Královské fotografické společnosti.

## Galerie

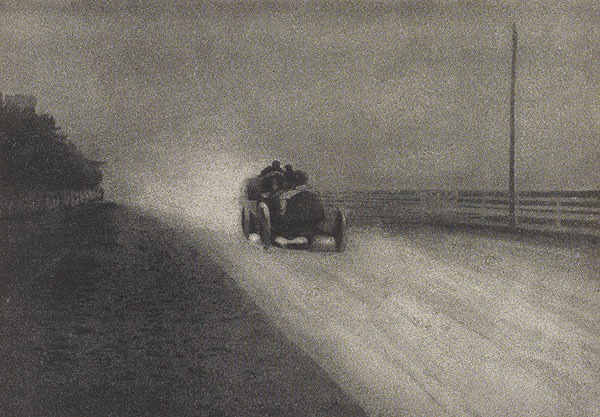
Rychlost, 1904
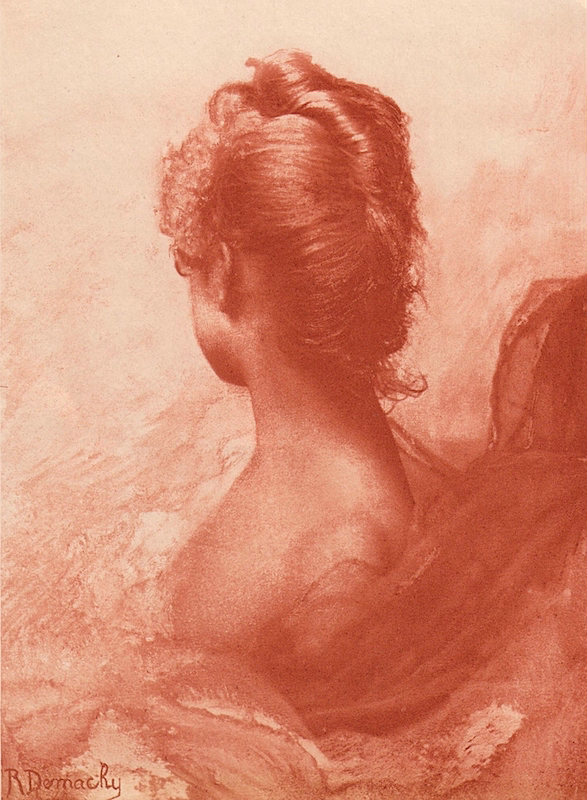
Studie v červené, 1898
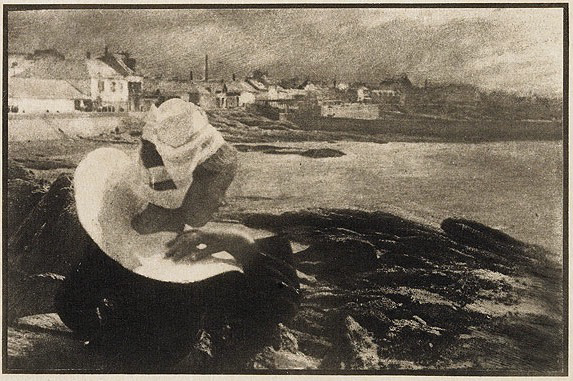
Brittany, 1904
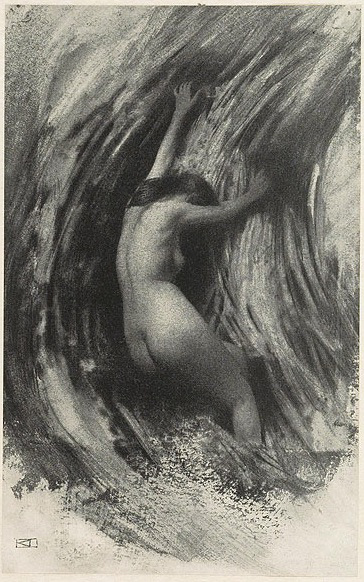
Boj, 1904
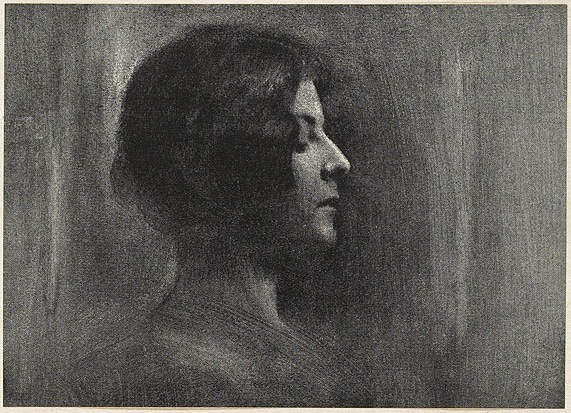
Přísnost, 1904
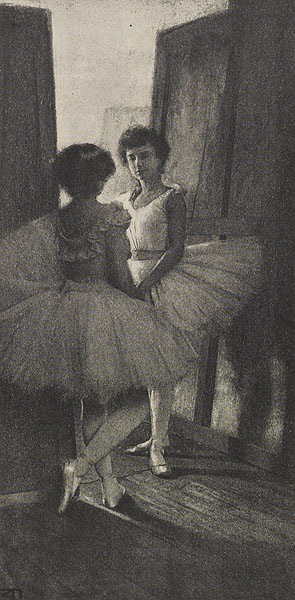
Za scénou, 1904
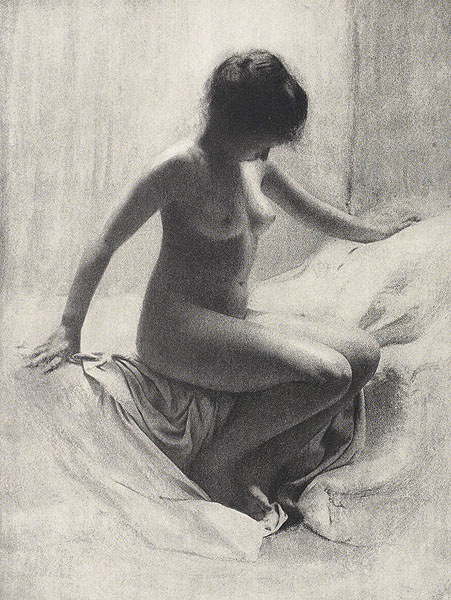
Studie, 1906
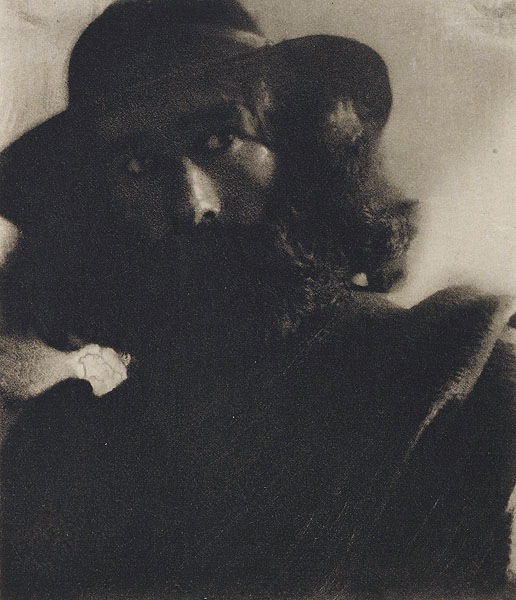
Model, 1906
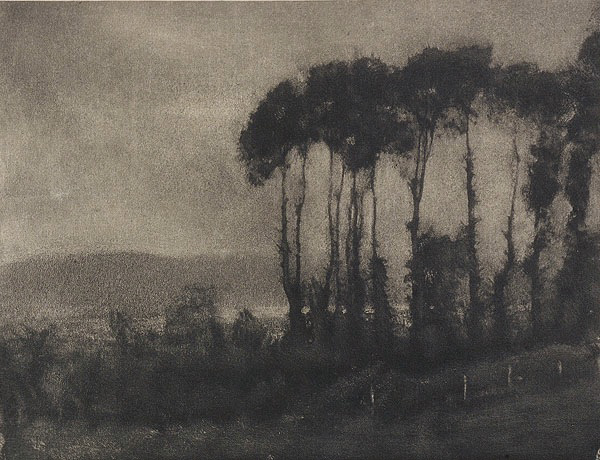
Toucques Valley, 1906